# Mortes em outubro de 2012
Mortes em 2012: ← Janeiro – Fevereiro – Março – Abril – Maio – Junho – Julho – Agosto – Setembro – Outubro – Novembro – Dezembro →
Esta é uma relação de pessoas que morreram durante o mês de outubro de 2012, listando nome, nacionalidade, ocupação e ano de nascimento.

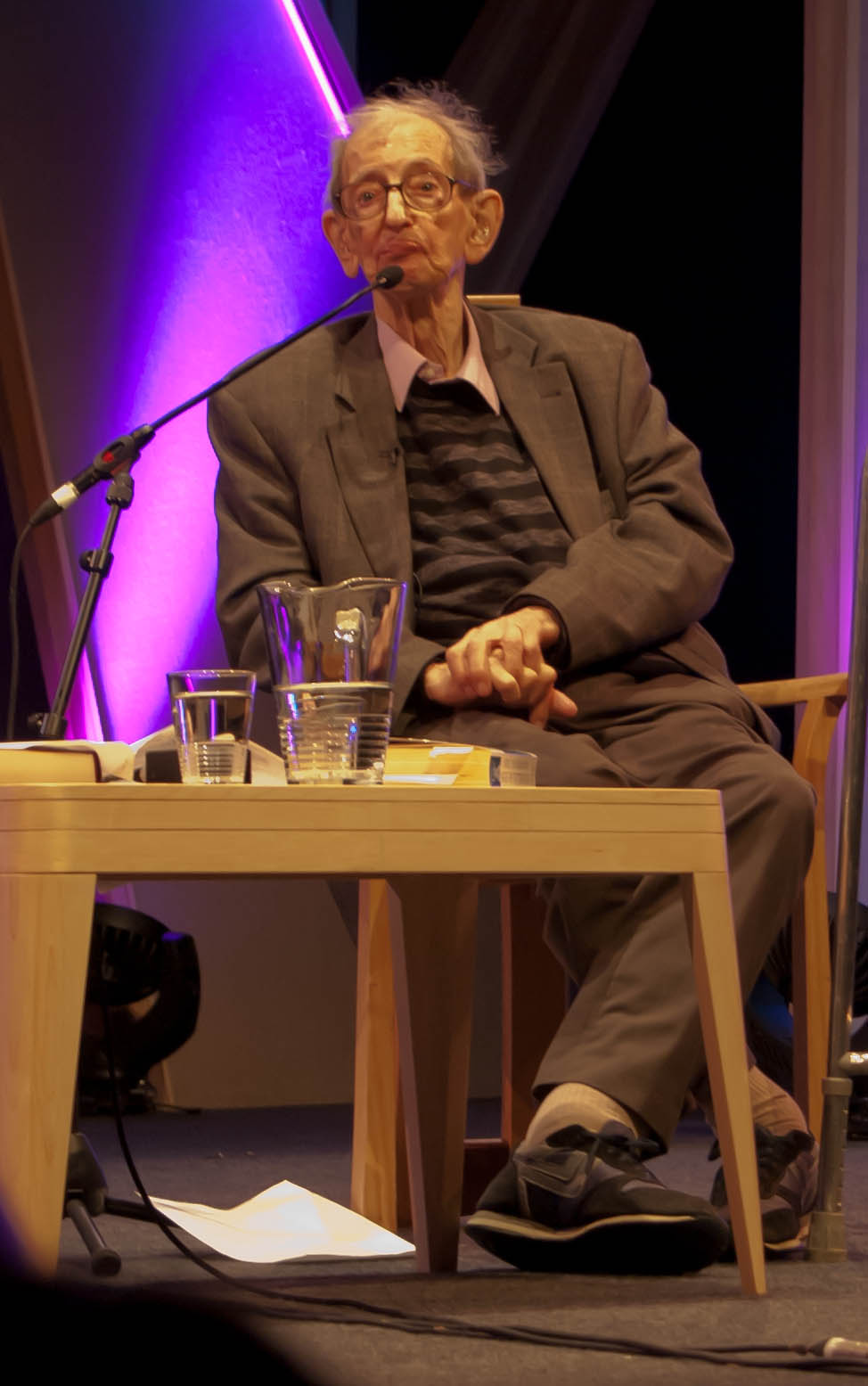
Eric Hobsbawm, historiador britânico.

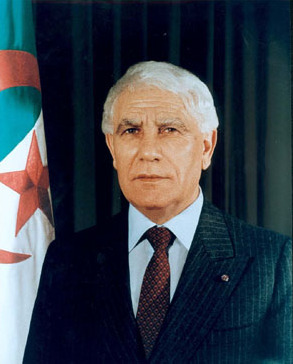
Chadli Bendjedid, ex-presidente argelino.

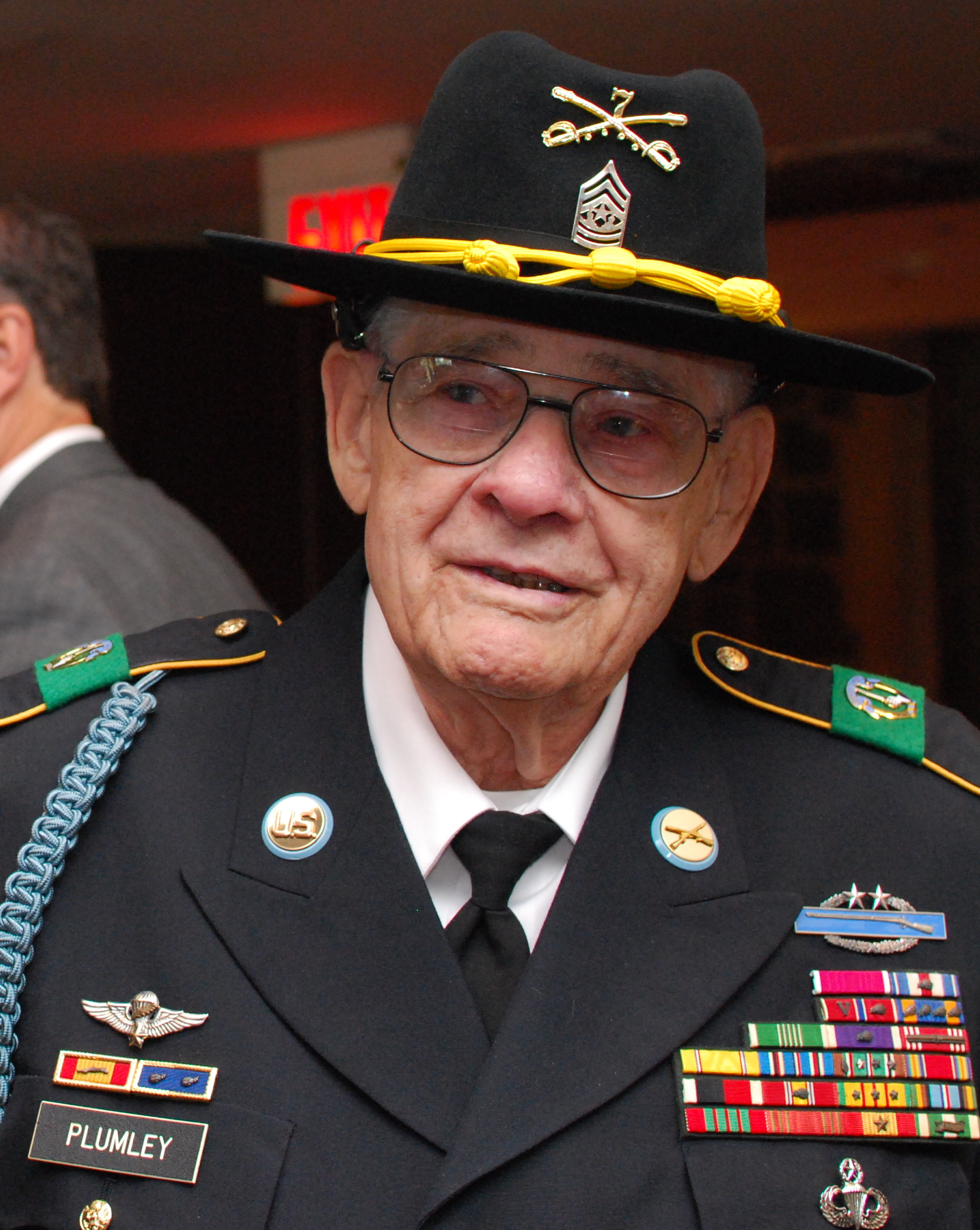
Basil L. Plumley, militar estadunidense.

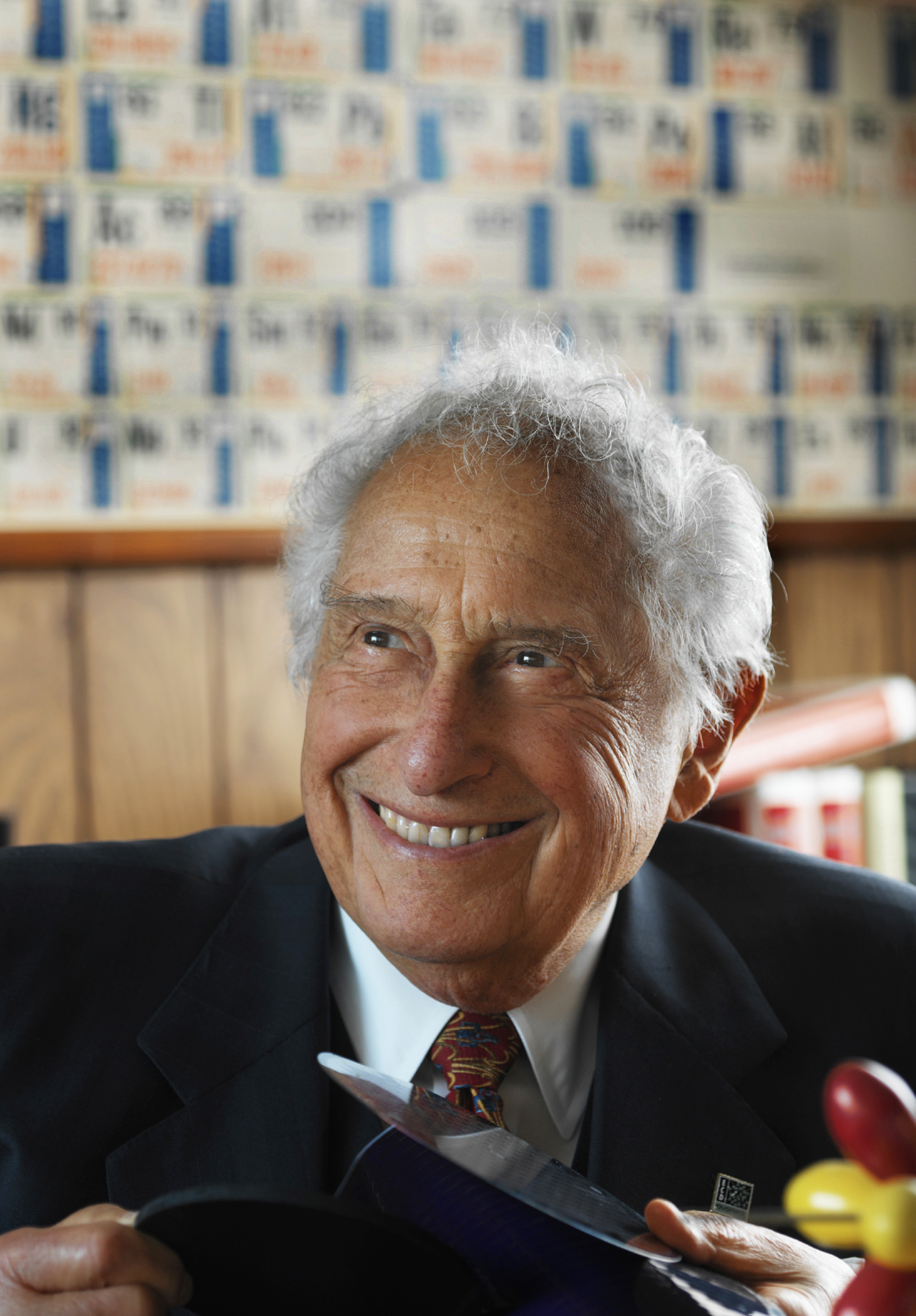
Stanford R. Ovshinsky, cientista e inventor estadunidense.

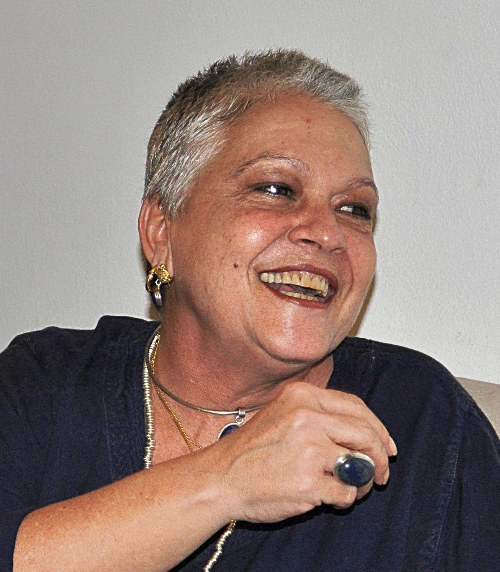
Regina Dourado, atriz brasileira.

| Dia | Nome                    | Profissão ou motivo de reconhecimento | País           | Ano de nasc. | Ref    |
| --- | ----------------------- | ------------------------------------- | -------------- | ------------ | ------ |
| 1   | Dirk Bach               | Ator                                  | Alemanha       | 1961         | [ 1 ]  |
| 1   | Eric Hobsbawm           | Historiador                           | Reino Unido    | 1917         | [ 2 ]  |
| 1   | Moshe Sanbar            | Economista                            | Israel         | 1926         | [ 3 ]  |
| 2   | Big Jim Sullivan        | Músico                                | Inglaterra     | 1941         | [ 4 ]  |
| 4   | Erhard Wunderlich       | Handebolista                          | Alemanha       | 1959         | [ 5 ]  |
| 5   | Margarida Marante       | Jornalista                            | Portugal       | 1959         | [ 6 ]  |
| 6   | Antonio Cisneros        | Poeta                                 | Peru           | 1942         | [ 7 ]  |
| 6   | Chadli Bendjedid        | Ex-presidente                         | Argélia        | 1929         | [ 8 ]  |
| 7   | Ivo Michiels            | Escritor                              | Bélgica        | 1923         | [ 9 ]  |
| 8   | Rafael Lesmes           | Futebolista                           | Espanha        | 1926         | [ 10 ] |
| 9   | Paddy Roy Bates         | Nobre                                 | Reino Unido    | 1921         | [ 11 ] |
| 10  | Alex Karras             | Jogador de futebol americano e ator   | Estados Unidos | 1935         | [ 12 ] |
| 10  | Basil L. Plumley        | Militar                               | Estados Unidos | 1920         | [ 13 ] |
| 10  | Carla Porta Musa        | Escritora e supercentenária           | Itália         | 1902         | [ 14 ] |
| 10  | Paulo Gil               | Comunicador                           | Brasil         | ?            | [ 15 ] |
| 11  | Edgar Negret            | Escultor                              | Colômbia       | 1920         | [ 16 ] |
| 11  | Helmut Haller           | Futebolista                           | Alemanha       | 1939         | [ 17 ] |
| 12  | Bruno Simões            | Ator                                  | Portugal       | 1971         | [ 18 ] |
| 12  | Luiz Mario Gazzaneo     | Jornalista                            | Brasil         | 1928         | [ 19 ] |
| 12  | Maria Alice Barroso     | Bibliotecária e escritora             | Brasil         | 1926         | [ 20 ] |
| 13  | Stuart Bell             | Político                              | Reino Unido    | 1938         | [ 21 ] |
| 13  | Wilton Franco           | Produtor de televisão                 | Brasil         | 1930         | [ 22 ] |
| 13  | Gary Collins            | Ator e apresentador                   | Estados Unidos | 1938         | [ 23 ] |
| 14  | Max Fatchen             | Jornalista e escritor                 | Austrália      | 1920         | [ 24 ] |
| 14  | Arlen Specter           | Político                              | Estados Unidos | 1930         | [ 25 ] |
| 14  | Kyle Bennett            | Ciclista                              | Estados Unidos | 1979         | [ 26 ] |
| 14  | B.B. Cunningham Jr.     | Músico                                | Estados Unidos | 1942         | [ 27 ] |
| 14  | John Clive              | Ator e escritor                       | Reino Unido    | 1933         | [ 28 ] |
| 15  | Claude Cheysson         | Político                              | França         | 1920         | [ 29 ] |
| 15  | Norodom Sihanouk        | Ex-rei e ex-primeiro-ministro         | Camboja        | 1922         | [ 30 ] |
| 15  | Pat Ward                | Política                              | Estados Unidos | 1957         | [ 31 ] |
| 16  | James Conte             | Político                              | Estados Unidos | 1959         | [ 32 ] |
| 17  | Kōji Wakamatsu          | Realizador e argumentista             | Japão          | 1936         | [ 33 ] |
| 17  | Sylvia Kristel          | Atriz                                 | Países Baixos  | 1952         | [ 34 ] |
| 17  | Émile Allais            | Esquiador alpino                      | França         | 1912         | [ 35 ] |
| 17  | Stanford R. Ovshinsky   | Cientista e inventor                  | Estados Unidos | 1922         | [ 36 ] |
| 17  | Frank Moore Cross       | Professor                             | Estados Unidos | 1921         | [ 37 ] |
| 18  | Mihály Lukács           | Político                              | Hungria        | 1954         | [ 38 ] |
| 18  | Slater Martin           | Basquetebolista                       | Estados Unidos | 1925         | [ 39 ] |
| 19  | Fiorenzo Magni          | Ciclista                              | Itália         | 1920         | [ 40 ] |
| 19  | Manuel António Pina     | Jornalista e escritor                 | Portugal       | 1943         | [ 41 ] |
| 19  | Johann Kniewasser       | Esquiador alpino                      | Áustria        | 1951         | [ 42 ] |
| 20  | Edward Donnall Thomas   | Médico                                | Estados Unidos | 1920         | [ 43 ] |
| 21  | George McGovern         | Político                              | Estados Unidos | 1922         | [ 44 ] |
| 21  | Yash Chopra             | Cineasta                              | Índia          | 1932         | [ 45 ] |
| 21  | Manuel Luciano da Silva | Historiador e médico                  | Portugal       | 1926         | [ 46 ] |
| 22  | Russell Means           | Ativista e ator                       | Estados Unidos | 1939         | [ 47 ] |
| 23  | Wilhelm Brasse          | Fotógrafo                             | Polónia        | 1917         | [ 48 ] |
| 24  | Anita Björk             | Atriz                                 | Suécia         | 1923         | [ 49 ] |
| 24  | Margaret Osborne duPont | Tenista                               | Estados Unidos | 1918         | [ 50 ] |
| 25  | John Connelly           | Futebolista                           | Reino Unido    | 1938         | [ 51 ] |
| 25  | Jacques Barzun          | Escritor e historiador                | França         | 1907         | [ 52 ] |
| 25  | Emanuel Steward         | Pugilista                             | Estados Unidos | 1944         |        |
| 26  | Carlos Azevedo          | Compositor e pianista                 | Portugal       | 1949         | [ 53 ] |
| 26  | Natina Reed             | Rapper e atriz                        | Estados Unidos | 1980         | [ 54 ] |
| 27  | Hans Werner Henze       | Compositor                            | Alemanha       | 1926         | [ 55 ] |
| 27  | Angelo Maria Cicolani   | Político                              | Itália         | 1979         | [ 56 ] |
| 27  | Regina Dourado          | Atriz                                 | Brasil         | 1953         | [ 57 ] |
| 27  | Diva Pieranti           | Cantora lírica                        | Brasil         | 1930         | [ 58 ] |
| 28  | Terry Callier           | Músico e compositor                   | Estados Unidos | 1945         | [ 59 ] |
| 29  | J. Bernlef              | Escritor                              | Países Baixos  | 1937         | [ 60 ] |
| 29  | Albano Harguindeguy     | General                               | Argentina      | 1927         | [ 61 ] |
| 29  | Wallace Sargent         | Astrônomo                             | Estados Unidos | 1935         | [ 62 ] |
| 29  | Letitia Baldrige        | Ex-secretária social                  | Estados Unidos | 1935         | [ 63 ] |